# Джейн Біркін
Дже́йн Ме́ллорі Бі́ркін (англ. Jane Mallory Birkin; 14 грудня 1946, Лондон — 16 липня 2023, Париж) — британсько-французька акторка та співачка. Мати французьких акторок і співачок Шарлотти Генсбур і Лу Дуайон та фотохудожниці Кейт Баррі.

## Життєпис
Народилася 14 грудня 1946 року у Лондоні в родині лейтенанта-командера ВМС Британії Девіда Біркіна (1914—1991) і акторки Джуді Кемпбелл (1916—2004). Її брат Ендрю Біркін (нар. 1945) став режисером та сценаристом, а сестра Лінда Біркін (нар. 1950) стала скульптором.
Джейн Біркін, яка виросла у вільній атмосфері Лондона 1960-х, вже у 17 років вирішила піти слідами матері й уперше записалася на кінопроби. Тоді ж вона дебютувала на сцені лондонського театру Haymarket, зігравши другу дівчину в постановці за п'єсою «Carving a Statue» Грема Гріна.
Далі вона бере участь у пробах до мюзиклу «Готель Пассіфлора». У цей час знайомиться з популярним композитором Джоном Баррі (відомим за музичною темою до фільмів про Джеймса Бонда). У 19 років Біркін вступила у шлюб з Баррі. 1967 року народила доньку Кейт Баррі. Однак шлюб тривав недовго. Відразу після розриву Біркін вирішує переїхати до Франції, аби побудувати кінокар'єру. 
Після скромної дебютної ролі у фільмі «Вправність... і як її придбати», славу Джейн Біркін приносить участь у культовому фільмі Мікеланджело Антоніоні «Фотозбільшення», який здобув Золоту пальмову гілку Каннського кінофестивалю 1967 року, де вона зіграла одну з фотомоделей і з'явилася повністю оголеною в короткій сцені. У наступному році Біркін потрапила у Францію на кінопроби у фільм «Слоган», і хоча вона не говорила французькою, отримала роль. На знімальному майданчику вона зустріла Сержа Генсбура, і, за словами акторки, «це була любов з першого погляду».
Біркін і Генсбур одразу стали наймоднішою парою Франції. 1969 року вони випускають спільний сингл «Je t'aime… moi non plus» («Я тебе кохаю… Я тебе теж ні»), у фіналі якого Біркін починала стогнати, імітуючи оргазм. Сингл став найбільш продаваною піснею року у Франції (більше мільйона копій у перші тижні після випуску) і великим хітом по всій Європі. Усе це відбулося попри заборону на радіоефір пісні в багатьох країнах, а також офіційну заяву Папи Римського із засудженням композиції. За чутками, Генсбур і Біркін дійсно займалися сексом під час запису пісні, хоча це неодноразово спростовувалося. Пісня стала візитівкою скандальної пари.
Окрім того, пісня позначила початок музичної кар'єри Джейн Біркін. Серж Генсбур продовжив писати для її голосу пісні. Творчий союз підкріплювався особистими 12-річними стосунками. 1971 року Біркін народила дочку Шарлотту (популярна акторка й співачка). Упродовж спільних років Джейн Біркін продовжувала активно зніматися в кіно. З її участю вийшло понад 30 картин, здебільшого комедій і детективів, що не здобули особливого успіху. Однією з найпомітніших стала її робота у скандальній стрічці Генсбура «Я тебе кохаю… Я тебе теж ні» (за назвою пісні), яка вийшла 1976 року.
У 1980—1993 роках перебувала у фактичному шлюбі з французьким режисером Жаком Дуайоном. 1982 року народила дочку Лу Дуайон, також акторку.
У 1995—1998 роках у стосунках з французьким письменником Олів'є Роленом.
1984 року будинок моди Hermès представив модель жіночої сумки Біркін, названої на честь акторки.
1989 року Джейн Біркін відмовилася від ордену Почесною легіону.
1992 року виступила режисером і автором сценарію телефільму «О, пробач! Ти спав...» з Крістін Буассон і Жаком Перреном. 2007 року створила фільм «Коробки» за власним сценарієм, заснованим на автобіографічному матеріалі, де також виконала головну роль. Стрічка, у якій також зайняті Джеральдіна Чаплін і Мішель Пікколі, номінувалася на премію Золота камера Каннського кінофестивалю та на Гран-прі Міжнародного кінофестивалю у Братиславі.
2016 року виконала головну роль у швейцарській короткометражці «Жінка і швидкісний потяг» Тімо ван Гунтена, яка номінувалася на премію Оскар за найкращий художній короткометражний фільм. Її останньою появою на екрані стала присвячена їй документальна стрічка «Джейн очима Шарлотти» (2021), створена її дочкою Шарлоттою Генсбур.
2018 року у видавництві «Фаяр» вийшла автобіографічна книга Джейн Біркін «Щоденник мавпочки: 1957—1982». Наступного року вийшла книга-продовження — «Post-scriptum: 1982—2013».
1998 року Біркін було діагностовано лейкемію. 2021 року перенесла інсульт.
Джейн Біркін померла 16 липня 2023 року в себе вдома у Парижі в 76-річному віці. Прах після кремації захоронено на цвинтарі Монпарнас поряд з її донькою Кейт Баррі, яка загинула у грудні 2013 року.

## Дискографія
Студійні альбоми
- 1969 — Je t'aime... moi non plus (з Сержем Генсбуром).
- 1973 — Di doo dah
- 1975 — Lolita go home
- 1978 — Ex fan des sixties
- 1983 — Baby alone in Babylone
- 1987 — Lost song
- 1990 — Amours des feintes
- 1996 — Versions Jane
- 1998 — Best Of
- 1999 — A la legere
- 2004 — Rendez-Vous
- 2006 — Fictions
- 2008 — Enfants d'Hiver
- 2020 — Oh! Pardon tu dormais…

Концертні альбоми
- 1987 — Jane Birkin au Bataclan
- 1992 — Integral au Casino de Paris
- 1996 — Integral a l'Olympia
- 2002 — Arabesque
- 2009 — Au palace (live)
- 2012 — Jane Birkin Sings Serge Gainsbourg via Japan

## Фільмографія
| Рік       |     | Українська назва                                      | Оригінальна назва                                       | Роль                                                        |
| --------- | --- | ----------------------------------------------------- | ------------------------------------------------------- | ----------------------------------------------------------- |
| 1965      | ф   | Вправність... і як її придбати                        | The Knack ...and How to Get It                          | дівчина на мотоциклі                                        |
| 1965      | с   | Загадковий театр у кріслі                             | Armchair Mystery Theatre                                | Антея Ленгрідж                                              |
| 1966      | ф   | Ідол                                                  | The Idol                                                | студентка                                                   |
| 1966      | ф   | Калейдоскоп                                           | Kaleidoscope                                            | Вишукана річ                                                |
| 1966      | ф   | Фотозбільшення                                        | Blowup                                                  | блондинка                                                   |
| 1967—1968 | с   | Театр у кріслі                                        | Armchair Theatre                                        | Бебс / Джуді                                                |
| 1968      | ф   | Диво-стіна                                            | Wonderwall                                              | Пенні Лейн                                                  |
| 1969      | ф   | Слоган                                                | L'amour et l'amour                                      | Евелін                                                      |
| 1969      | ф   | Шлях до Катманду                                      | The Pleasure Pit                                        | Джейн                                                       |
| 1969      | ф   | Басейн                                                | La Piscine                                              | Пенелопа, дочка Гаррі                                       |
| 1970      | ф   | Марихуана                                             | Cannabis                                                | Джейн                                                       |
| 1970      | ф   | Біла язичниця                                         | May Morning                                             | Флора Фінлейк                                               |
| 1970      | ф   | Сила сексу                                            | Sex-Power                                               | Джейн                                                       |
| 1971      | ф   | Дев'ятнадцять дівчат і один моряк                     | Devetnaest djevojaka i jedan mornar                     | Мілья                                                       |
| 1971      | ф   | Роман конокрада                                       | Romance of a Horsethief                                 | Наомі                                                       |
| 1971      | ф   | Надто маленький друг                                  | Trop petit mon ami                                      | Крістіна Марс / Крістіна Девон                              |
| 1971      | тф  | Мелодія                                               | Melody                                                  | Мелоді Нелсон                                               |
| 1972      | ф   | Надто вродливі, щоб бути чесними                      | The Powder Puff Gang                                    | Крістіна                                                    |
| 1973      | ф   | Приватний показ                                       | Projection privée                                       | Кейт / Елен                                                 |
| 1973      | ф   | Якби Дон Жуан був жінкою                              | Don Juan, or If Don Juan Were a Woman                   | Клара Прево                                                 |
| 1973      | ф   | Смерть відображається в котячих очах                  | Seven Deaths in the Cat's Eye                           | Коррінга                                                    |
| 1973      | ф   | Темні місця                                           | Dark Places                                             | Альта                                                       |
| 1974      | ф   | Оскаженілий баранець                                  | Love at the Top                                         | Марі-Поль                                                   |
| 1974      | ф   | Він починає сердитися                                 | La moutarde me monte au nez                             | Джекі Логан                                                 |
| 1974      | ф   | Як досягти успіху у справах, коли ти дурень і плаксій | Comment réussir quand on est con et pleurnichard        | Джейн                                                       |
| 1974      | тф  | Поцілунки від Тарзана                                 | Bons baisers de Tarzan                                  | Жанна                                                       |
| 1975      | ф   | Тримай у полі зору                                    | La Course à l'échalote                                  | Жанет                                                       |
| 1975      | ф   | Катрін і компанія                                     | Catherine & Co.                                         | Катрін                                                      |
| 1975      | ф   | Сім смертей за рецептом                               | Sept morts sur ordonnance                               | Джейн Берг                                                  |
| 1975      | ф   | Серйозний, як задоволення                             | Serious as Pleasure                                     | Аріана Берг                                                 |
| 1976      | ф   | Я тебе кохаю… Я тебе теж ні                           | Je t'aime moi non plus                                  | Джонні                                                      |
| 1976      | ф   | Обпалені жагучою пристрастю                           | Bruciati de cocente passione                            | Вірджинія Вісмара                                           |
| 1976      | ф   | Диявол в серці                                        | La diable au coeur                                      | Лінда Марлоу                                                |
| 1977      | ф   | Потвора                                               | Animal                                                  | Кінозірка                                                   |
| 1978      | ф   | Смерть на Нілі                                        | Death on the Nile                                       | Луїза Бурже                                                 |
| 1979      | ф   | На самому краєчку лавки                               | Au bout du bout du banc                                 | Пеггі                                                       |
| 1979      | ф   | Мед                                                   | La miel                                                 | Інес                                                        |
| 1979      | ф   | Меланхолійна крихітка                                 | Melancholy Baby                                         | Ольга                                                       |
| 1981      | ф   | Егон Шіле: Скандал                                    | Egon Schiele: Excess and Punishment                     | Валлі Нойциль                                               |
| 1981      | ф   | Блудна дочка                                          | La fille prodigue                                       | Анна                                                        |
| 1981      | ф   | Поверни мені ключ                                     | Rends-moi la clé!                                       | Катрін                                                      |
| 1982      | ф   | Зло під сонцем                                        | Evil Under the Sun                                      | Крістіна Редферн                                            |
| 1982      | ф   | Нестор Бурма детектив-шок                             | Nestor Burma, détective de choc                         | Елен Шантеле                                                |
| 1983      | ф   | Проїжджайте повз                                      | Circulez y'a rien à voir                                | Елен Дюверне                                                |
| 1983      | ф   | Друг Вінсена                                          | L'ami de Vincent                                        | Марі-П'єр                                                   |
| 1984      | ф   | Тілоохоронець                                         | Le garde de du corps                                    | Барбара Пеннінг                                             |
| 1984      | ф   | Піратка                                               | La pirate                                               | Альма                                                       |
| 1984      | ф   | Кохання на траві                                      | Love on the Ground                                      | Емілі                                                       |
| 1985      | тф  | Чергова підробка                                      | Le fausse suivante                                      | графиня                                                     |
| 1985      | ф   | Нехай все буде чесно                                  | Liave All Fair                                          | Мері Тейлор / Кетрін Менсфілд                               |
| 1985      | ф   | Пил                                                   | Dust                                                    | Магда                                                       |
| 1985      | ф   | Племінник Бетховена                                   | Le Neveu de Beethoven                                   | Джоанна                                                     |
| 1986      | ф   | Жінка мого життя                                      | La Femme de ma vie                                      | Лаура                                                       |
| 1987      | ф   | Бережи праву                                          | Keep Your Right Up                                      | Цикада / мадемуазель Біркін                                 |
| 1987      | ф   | Комедія!                                              | Comedy!                                                 | вона                                                        |
| 1988      | ф   | Майстер кунг-фу                                       | Kung Fu Master                                          | Мері-Джейн                                                  |
| 1988      | ф   | Джейн Б. очима Аньєс В.                               | Jane B. par Agnès V.                                    | у ролі самої себе / Каламіті Джейн / Клод Жад / Жанна д'Арк |
| 1988      | с   | Медицина для людей: Китайське море, країна пам'яті    | Médecins des hommes: Mer de Chine, le pays pour mémoire | Джой                                                        |
| 1990      | ф   | Ностальгія за татком                                  | Daddy Nostalgie                                         | Кароліна                                                    |
| 1990      | тф  | Колишня мого життя                                    | L'ex femme de ma vie                                    | Орелі                                                       |
| 1991      | тф  | Рудий лис                                             | Red Fox                                                 | Вайолет Гаррісон                                            |
| 1991      | ф   | Чарівна пустунка                                      | La Belle Noiseuse                                       | Ліз                                                         |
| 1991      | ф   | Проти забуття                                         | Contre l'oubli                                          | у ролі самої себе                                           |
| 1995      | ф   | Сто та одна ніч Симона Сінема                         | One Hundred and One Nights                              | камео                                                       |
| 1995      | ф   | Між Дияволом і глибоким синім морем                   | Between the Devil and the Deep Blue Sea                 | колишня кохана Нікоса (голос)                               |
| 1995      | ф   | Чорний, як спогад                                     | Noir comme le souvenir                                  | Кароліна                                                    |
| 1997      | ф   | Відомі старі пісні                                    | Same Old Song                                           | Джейн                                                       |
| 1998      | ф   | Донька солдата ніколи не плаче                        | A Soldier's Daughter Never Cries                        | мадам Фортескью, мати Франсіса                              |
| 1999      | ф   | Останній вересень                                     | The Last September                                      | Френсі Монморансі                                           |
| 2000      | тф  | Попелюшка                                             | Cinderella                                              | Маб                                                         |
| 2001      | ф   | Королеви на один день                                 | A Hell of a Day                                         | Джейн                                                       |
| 2001      | ф   | Це моє тіло                                           | Ceci est mon corps                                      | Луїза Верне                                                 |
| 2002      | ф   | Дякую, докторе Рей                                    | Merci Docteur Rey                                       | Пенелопа                                                    |
| 2003      | ф   | Знайомтеся, Ваша вдова                                | Mariées mais pas trop                                   | Рене                                                        |
| 2006      | тф  | Острів Стівенсона                                     | Les Aventuriers des mers du Sud                         | Фанні Стівенсон                                             |
| 2007      | ф   | Коробки                                               | Boxes / Les Boîtes                                      | Анна                                                        |
| 2007      | ф   | Голова матері                                         | La tête de maman                                        | Джейн                                                       |
| 2008      | ф   | Узбережжя Аньєс                                       | The Beaches of Agnès                                    | у ролі самої себе                                           |
| 2009      | ф   | 36 видів піку Сен-Лу                                  | 36 vues du pic Saint-Loup                               | Кейт                                                        |
| 2010      | ф   | Тельма, Луїза і Шанталь                               | Thelma, Louise et Chantal                               | Неллі                                                       |
| 2011      | ф   | Якщо ти помреш, я тебе вб'ю                           | Si tu meurs, je te tue                                  | Луїза, жінка в аеропорту                                    |
| 2011      | с   | Вбивчі пори року: Червона зима                        | Le Saisons meurtrières: Hiver rouge                     | Лілі Руссо                                                  |
| 2012      | ф   | Народжений двічі                                      | Venuto al mondo                                         | психотерапевтка з усиновлення                               |
| 2013      | ф   | Набережна Орсе                                        | Quai d'Orsay                                            | Моллі Гатчинсон                                             |
| 2013      | с   | Вбивчі пори року: Блакитні катакомби                  | Le Saisons meurtrières: Blue Catacombes                 | Лілі Руссо                                                  |
| 2016      | кф  | Жінка і швидкісний потяг                              | La Femme et le TGV                                      | Еліза Лафонтейн                                             |
| 2016      | кф  | Хто б не користувався цим ліжком                      | Whoever Was Using This Bed                              | голос в тефонній слухавці                                   |
| 2021      | док | Джейн очима Шарлотти                                  | Jane par Charlotte                                      | у ролі самої себе                                           |

### Режисер
- 1991 — Проти забуття (фр. Contre l'oubli), сегмент «Для Марії Нонни Санта-Клара, Філіппіни» (фр. Pour Maria Nonna Santa Clara, Philippines).
- 1992 — О, пробач! Ти спав... (фр. Oh pardon! Tu dormais...), телефільм, також автор сценарію.
- 1994 — 3000 сценаріїв проти вірусу (фр. 3000 scénarios contre un virus), телесеріал, епізод «Я тебе кохаю... я тебе теж ні» (фр. Je t'aime moi non plus).
- 2007 — Коробки (англ. Boxes / фр. Les Boîtes), також автор сценарію.

## Кіновтілення
- 2010 — Генсбур. Герой і хуліган (фр. Gainsbourg, vie héroïque), французький фільм Жоанна Сфара у жанрі біографічної фантазії. Роль Джейн Біркін виконала Люсі Гордон.

## Нагороди та номінації
Сезар
- 1985 — Номінація на найкращу акторку (Піратка).
- 1987 — Номінація на найкращу акторку (Жінка мого життя).
- 1992 — Номінація на найкращу акторку другого плану (Чарівна пустунка).

Люм'єр
- 2019 — Почесна премія Люм'єр[18].

Victoires de la musique
- 1992 — Виконавиця року.
- 2021 — Почесна премія[19].

Каннський кінофестиваль
- 2007 — Номінація на премію Золота камера (Коробки)[20].

Міжнародний кінофестиваль у Братиславі
- 2007 — Номінація на Гран-прі за найкращий фільм (Коробки).

Міжнародний кінофестиваль у Локарно
- 2016 — Почесна премія Золотий леопард за кар'єрні досягнення[21].

## Відзнаки
- 2001 — Орден Британської імперії офіцерського ступеня.
- 2015 — Орден «За заслуги» (Франція) офіцерського ступеня[22]; кавалер (2004).
- 2018 — Орден Вранішнього Сонця четвертого ступеня[23].
- 2022 — Орден Мистецтв та літератури командорського ступеня[24].

## Галерея

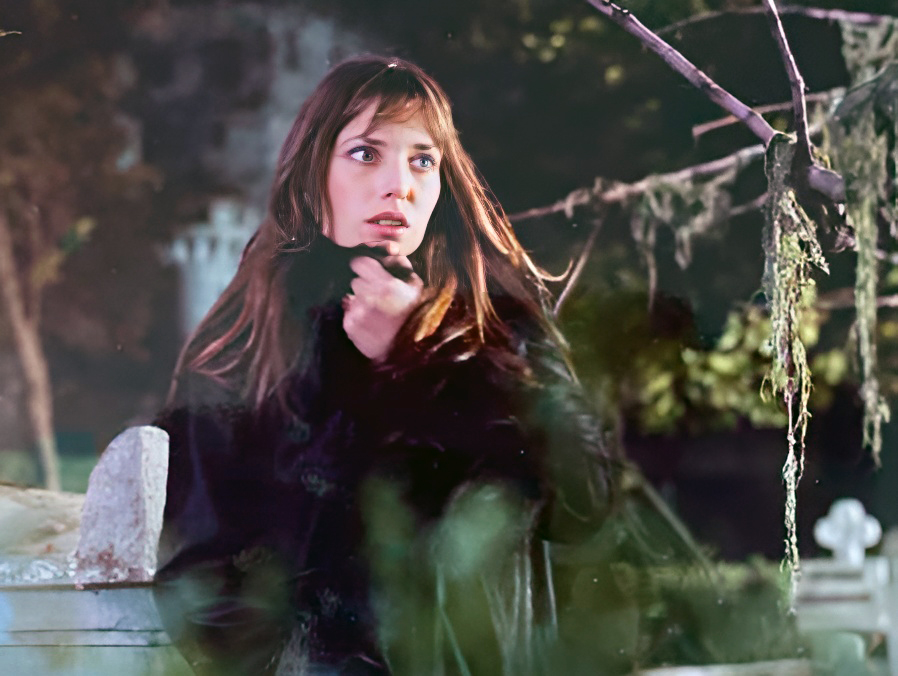
Джейн Біркін у фільмі «Смерть відображається в котячих очах» (1973)
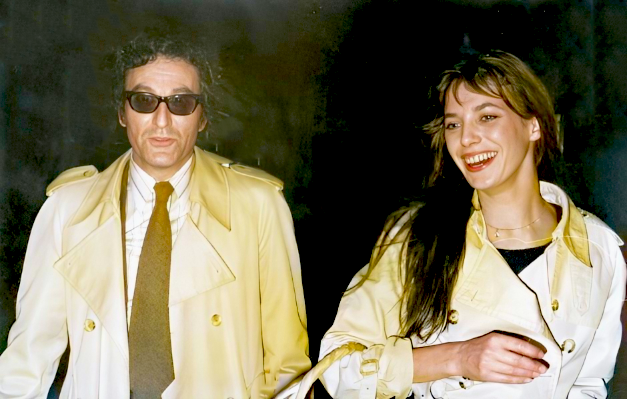
Джон Баррі і Джейн Біркін у 1974 році
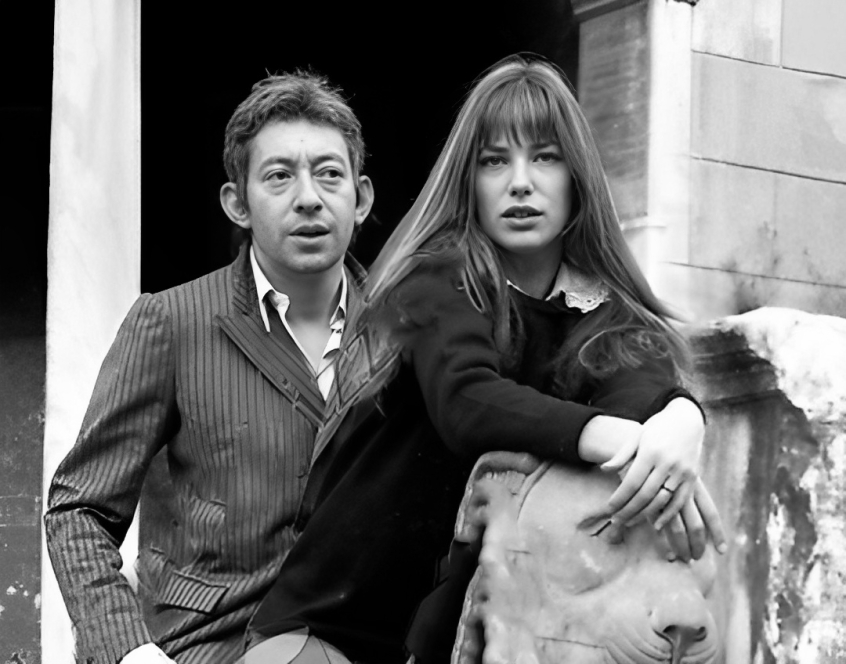
Серж Генсбур і Джейн Біркін у Римі в 1976 році
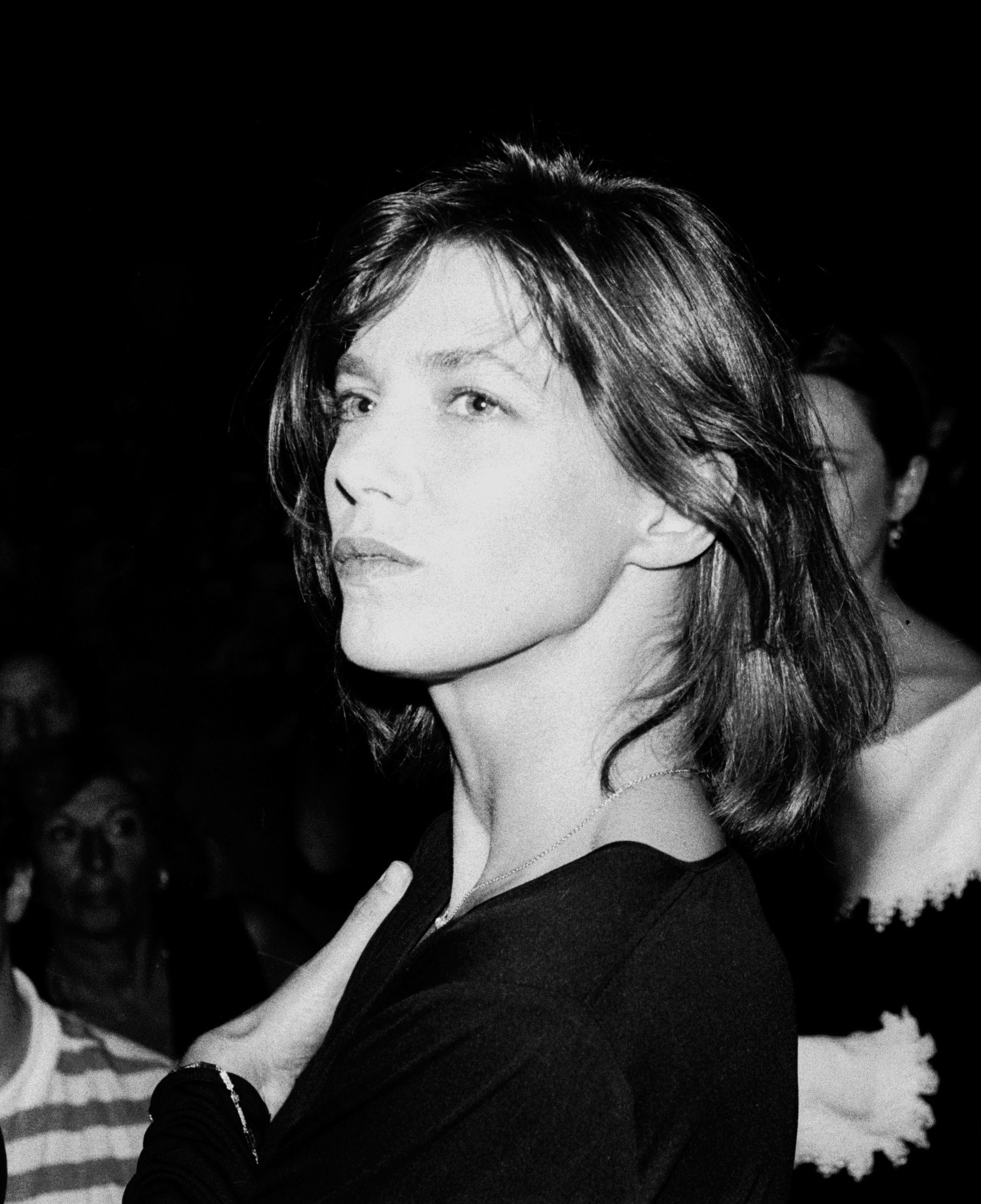
Джейн Біркін на фестивалі американського кіно у Довілі 1985 року
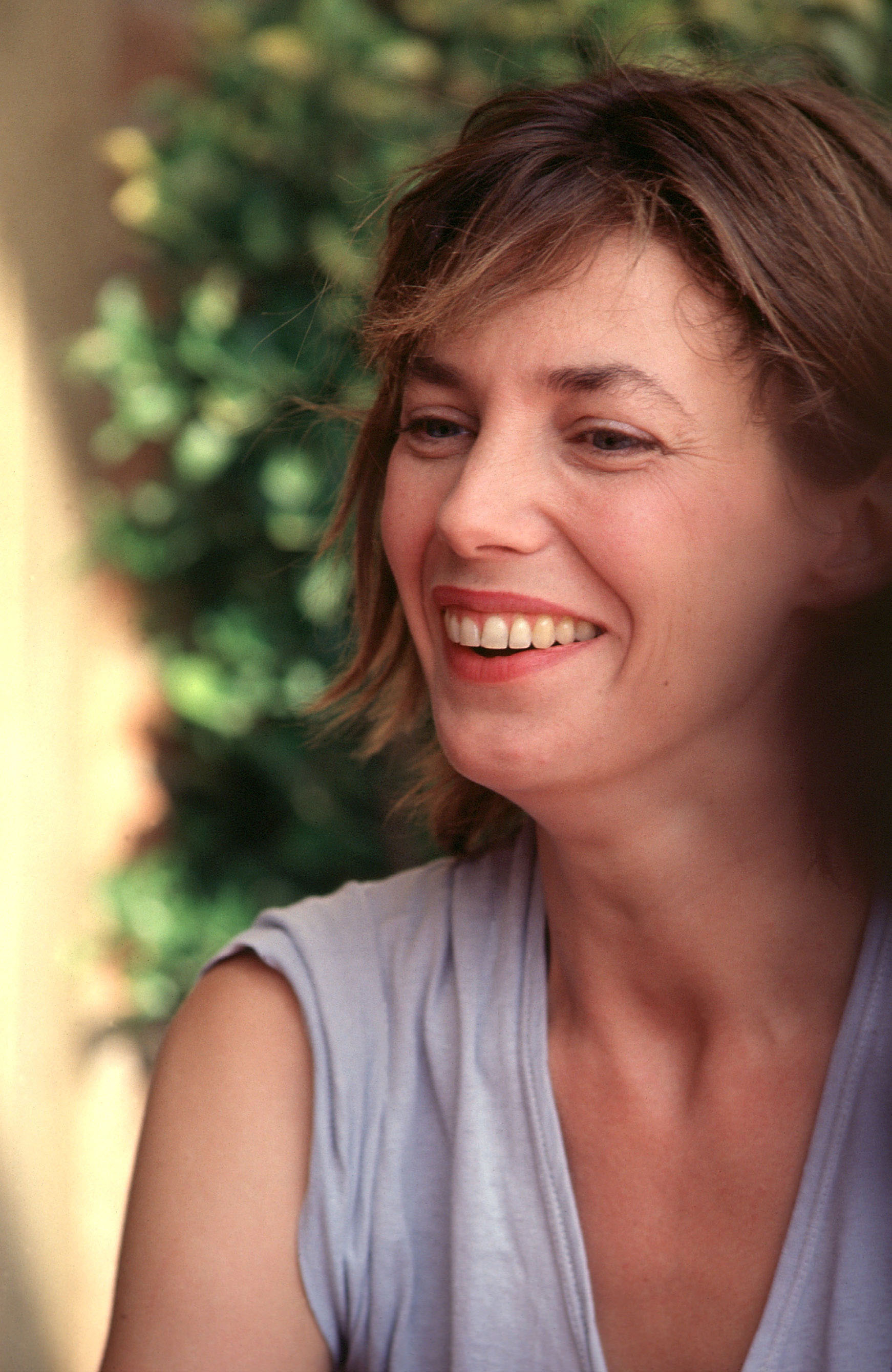
Джейн Біркін у 1980-х роках
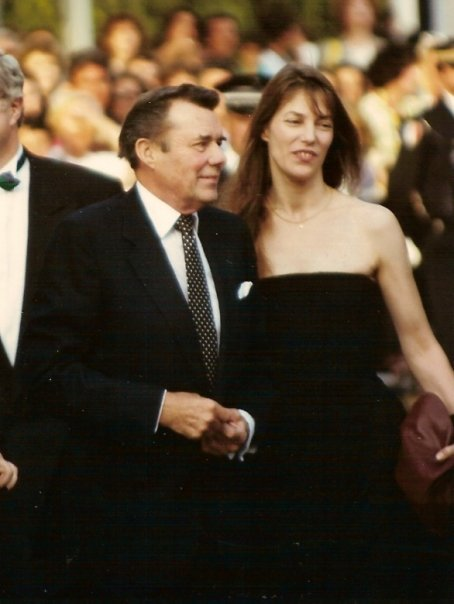
Дірк Богард і Джейн Біркін на Каннському кінофестивалі 1990 року
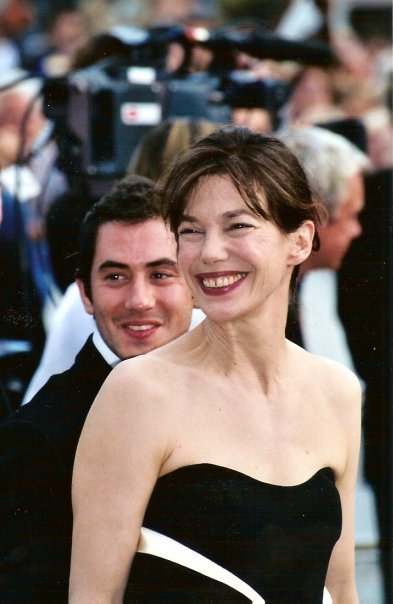
Джейн Біркін на Каннському кінофестивалі 2001 року
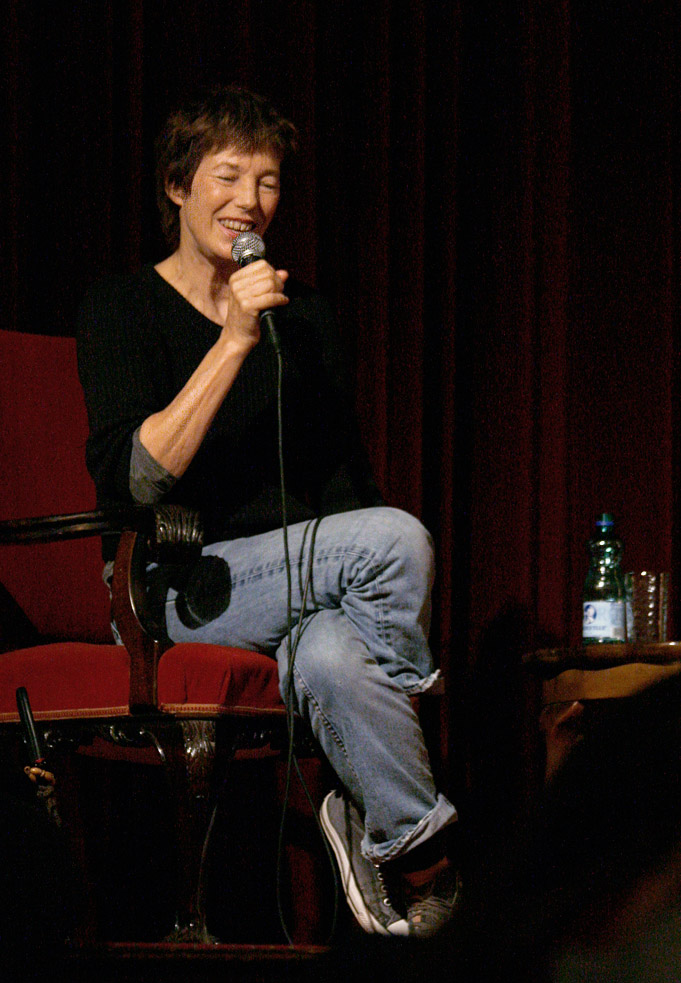
Джейн Біркін на Віденському кінофестивалі 2009 року
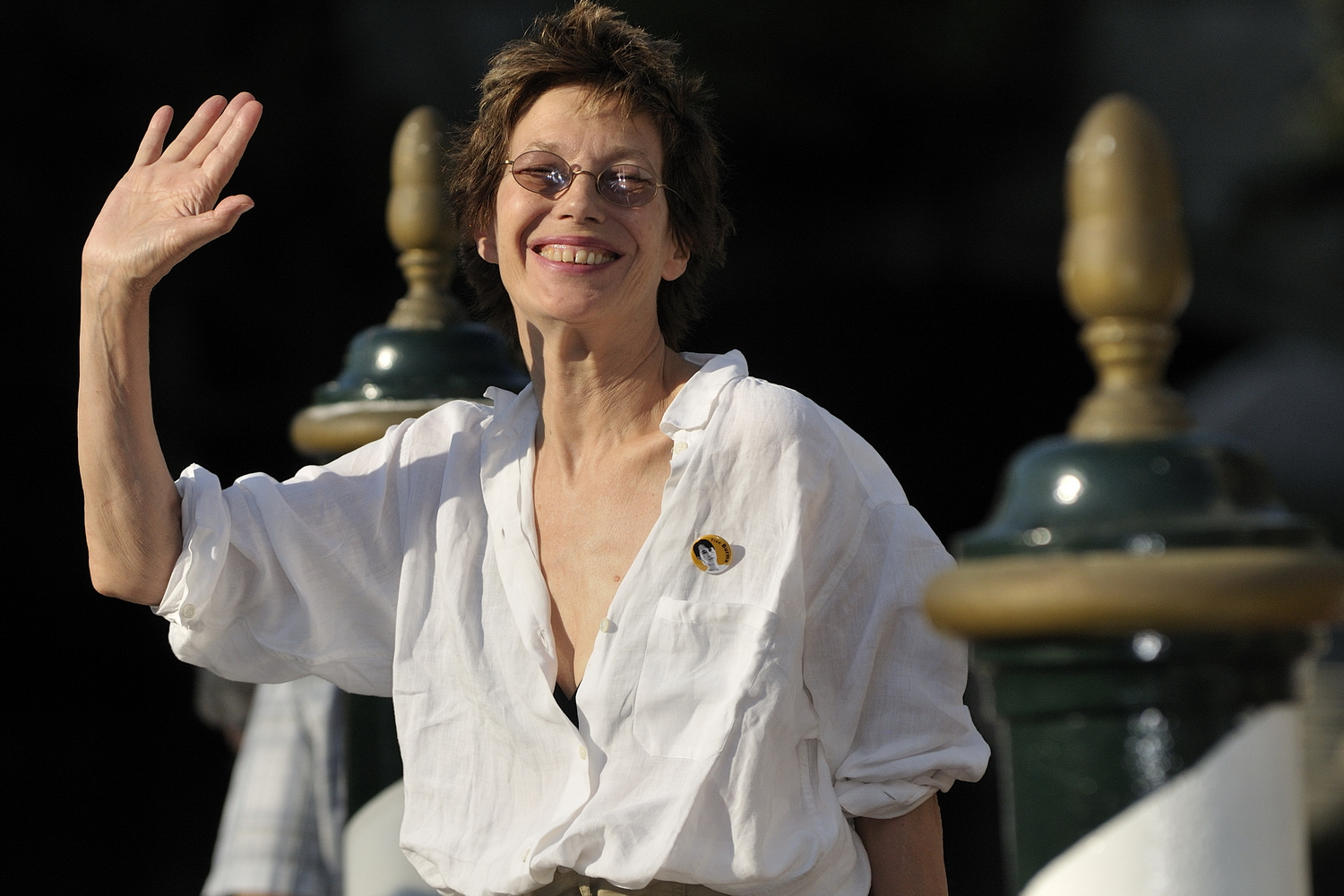
Джейн Біркін на 66-му Венеційському кінофестивалі 2009 року
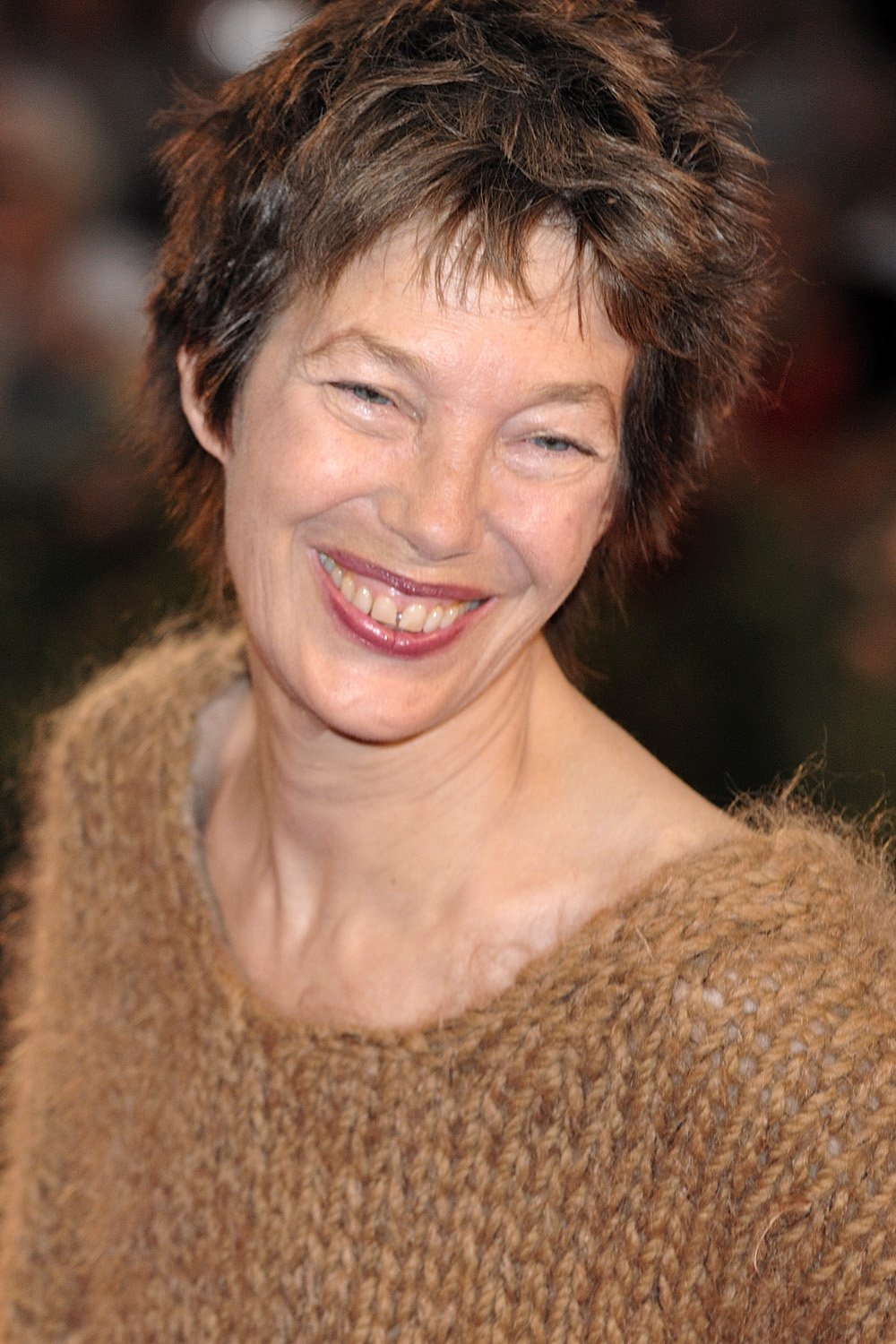
Джейн Біркін на 66-му Венеційському кінофестивалі 2009 року
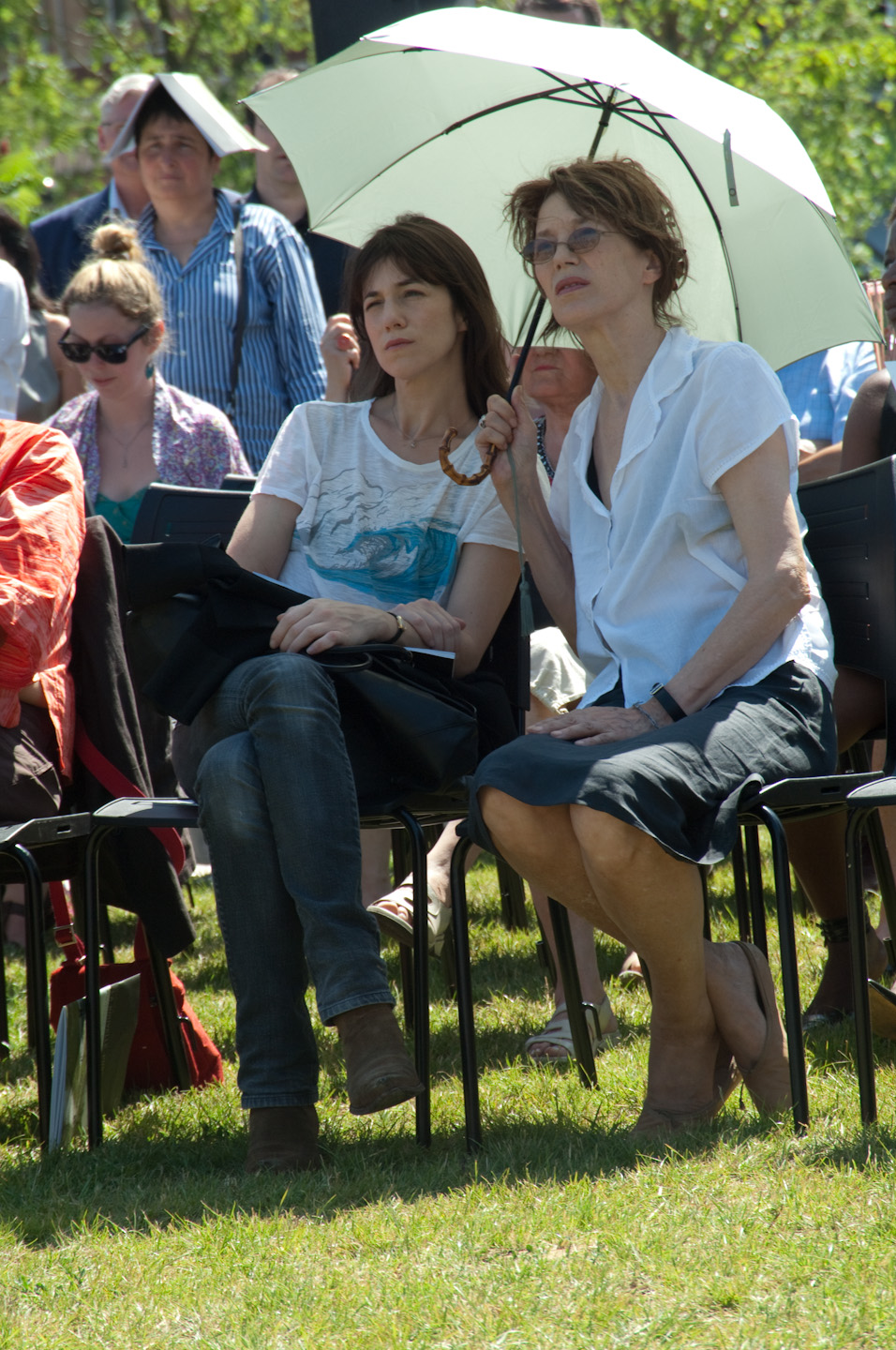
Шарлотта Генсбур і Джейн Біркін у 2010 році
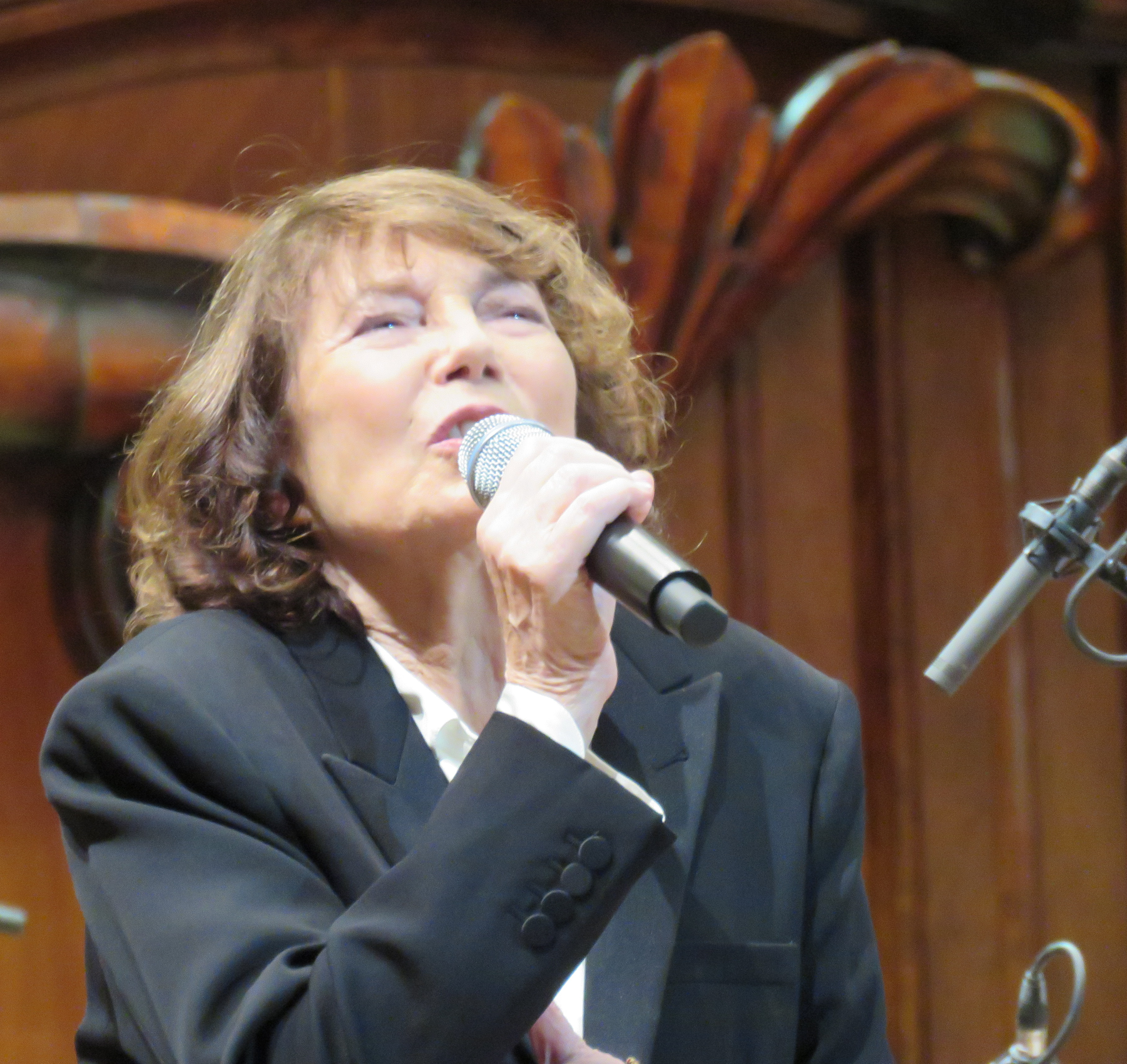
Джейн Біркін у 2017 році
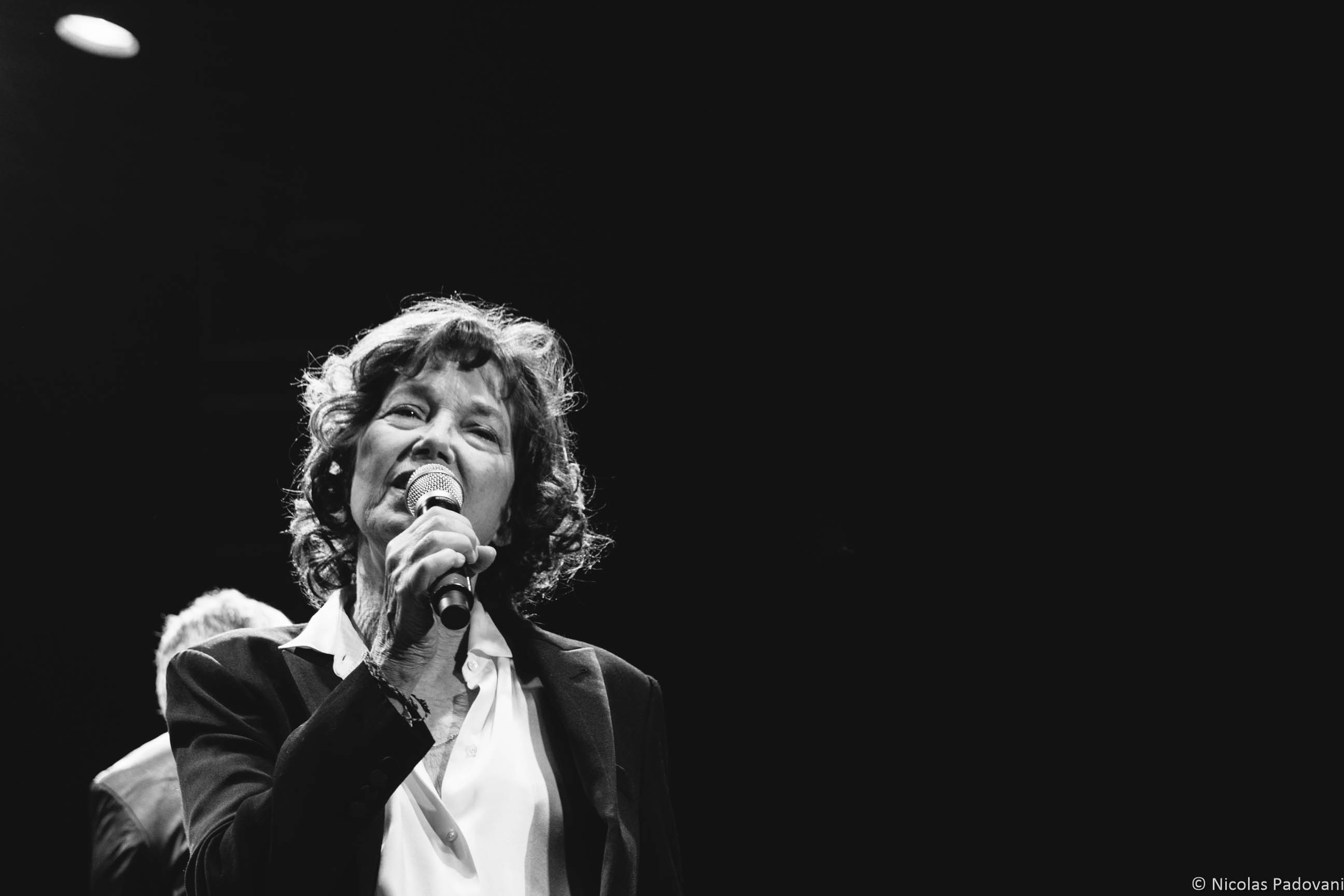
Джейн Біркін у липні 2018 року
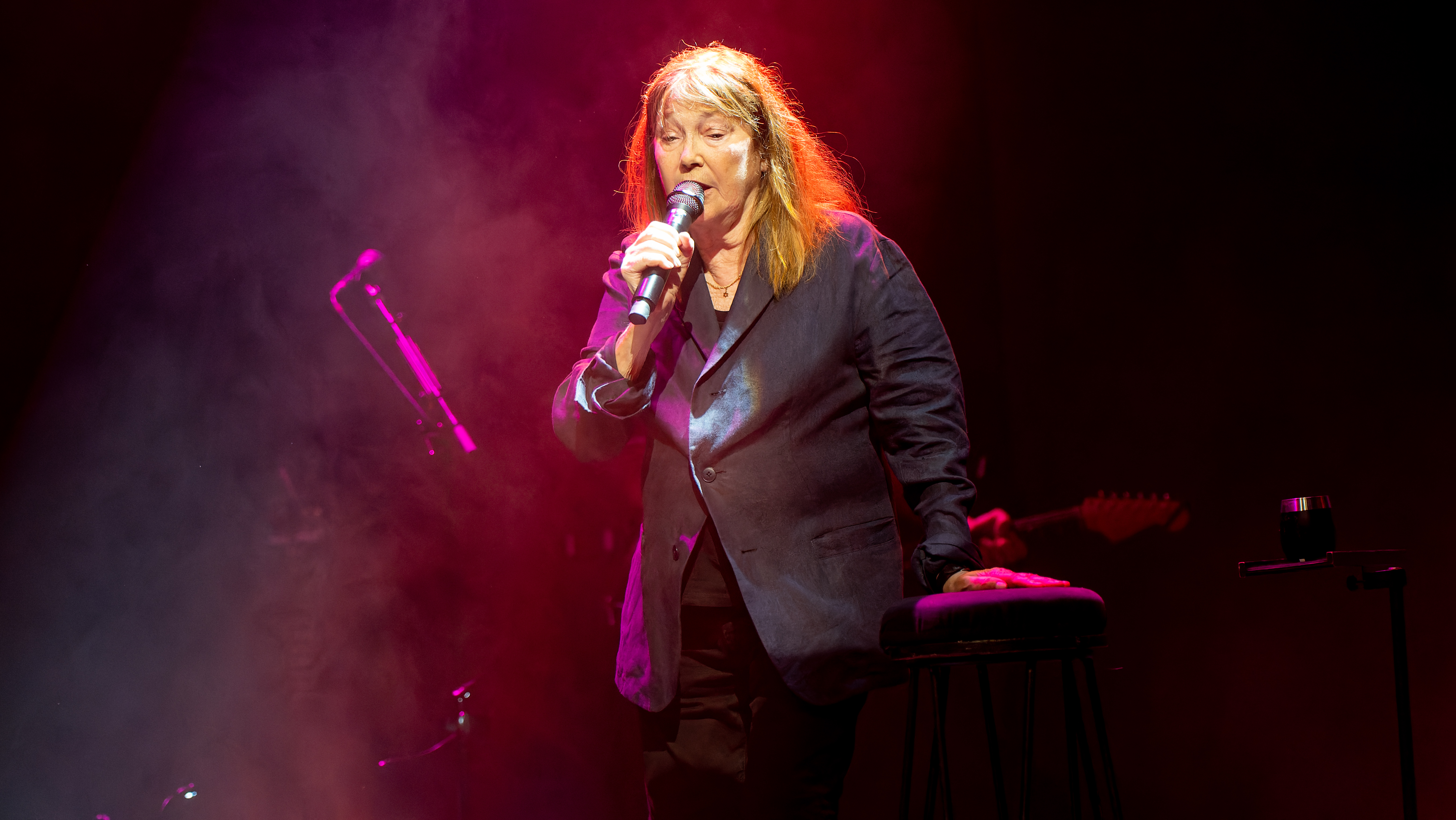
Джейн Біркін у 2022 році
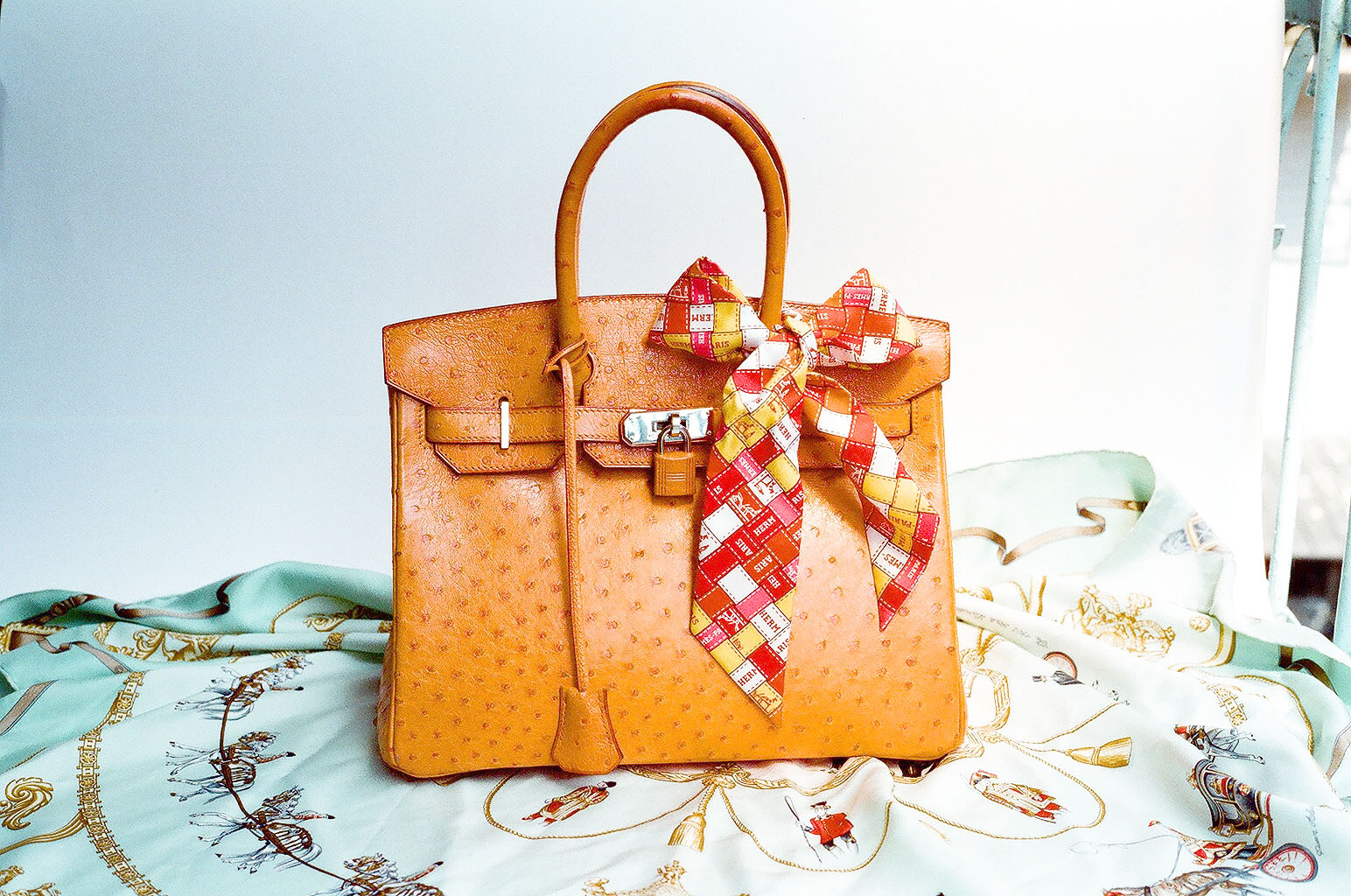
сумка Біркін від дому моди Hermès, названа на честь Джейн Біркін
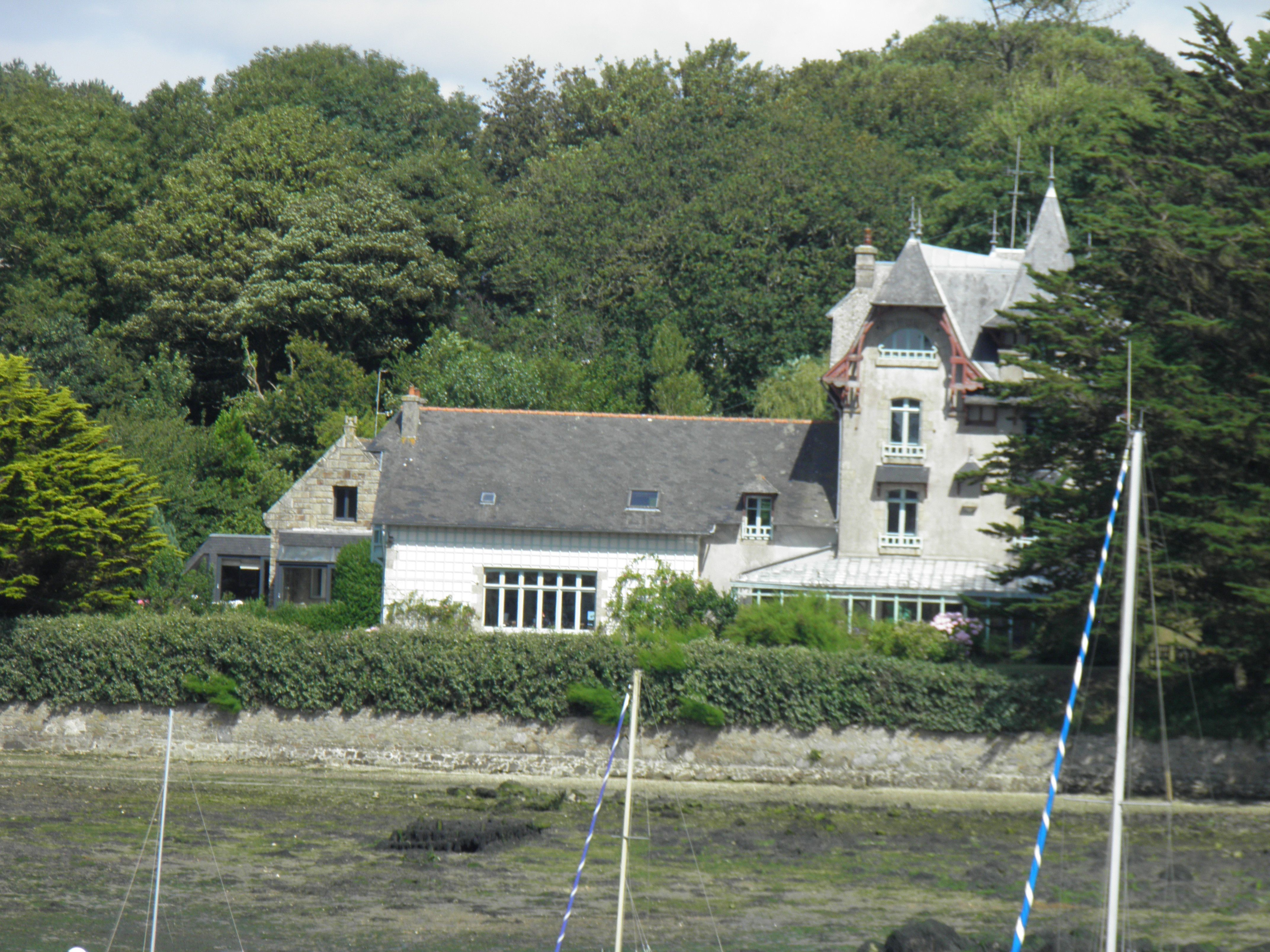
будинок Джейн Біркін у Ланнілі, департамент Фіністер, Бретань